# Molosia

Tribus del Epiro en la antigüedad.

Molosia o Molóside, antigua región del noroeste de Grecia en el Epiro. En ella se situaba el importante oráculo de Dodona.

## Geografía
La Molosia limitaba al oeste con el Mar Jónico, al sur con la Acarnania y la Etolia, al sureste con la Tesalia, al este con Macedonia, al noreste con Peonia y al norte con el extenso país de Iliria.
Molosia era un país montañoso dominado por la cordillera del Pindo y las montañas Ceraunias; entre los montes existían densas forestas y zonas de pasturas en donde los molosos apacentaban sus rebaños de caprinos y ovinos; las montañas prácticamente tocaban las costas del Mar Jónico.
Aproximadamente en el centro de este territorio se ubicaba su capital, Dodona (hoy Ioánina), la cual fue célebre por su oráculo; el oráculo de Dodona. Situada al sur, también era muy importante la ciudad de Ambracia; en la zona septentrional costera se encontraba la ciudad de Butrinto.
En torno a Dodona vivían hace unos 2500 años las parcialidades molosas de los antitanes (al norte de dicha ciudad) y otras tribus epirotas: caones (al norte), tesprotos (al oeste y hacia la costa del Mar Jónico) y los atamanios (al este en los confines con Macedonia y Peonia).

## Mitología e historia
La historia molosa se mantuvo estrechamente vinculada a la mitología griega, aunque los antiguos molosos habrían descendido de un grupo de dorios establecidos en el territorio por lo menos un milenio a. C.. Las crónicas del origen del reino de Molosia se remontan a un tiempo mítico: la dinastía eácida, que en la Antigüedad reinaba en Molosia, decía descender de Moloso, uno de los tres hijos de Neoptólemo, quien a su vez era hijo de Aquiles y de la princesa Deidamía, hija del rey Licomedes de Epiro. Tras el saqueo de Troya, Neoptólemo marchó con una hueste hasta el norte de Epiro en donde, aliándose con los dorios allí ya establecidos, expulsó hacia el norte a los pelasgos e ilirios. Moloso heredó el reino de Epiro tras la muerte de Héleno, hijo de Príamo y Hécuba, el cual se había esposado con su cuñada Andrómaca tras la muerte de Neoptólemo.
Lo cierto es que la cultura griega se hizo dominante en esta región durante el reinado de Taripo a fines del siglo V a. C. , de modo que en el 375 a. C. el reino de Molosia formaba parte de la Segunda Liga ateniense. En tiempos de Filipo II de Macedonia, Molosia quedó unida a Macedonia y en el año 168 a. C. fue anexada junto con el resto de Grecia a la República de Roma.
Molosia dio al menos dos personajes importantes a la historia: Olimpia, esposa de Filipo II de Macedonia y madre de Alejandro Magno; el otro moloso célebre fue Pirro.
Por otra parte, eran famosos los grandes perros, con los cuales los molosos cuidaban sus greyes e incluso combatían en las guerras. Estos perros han dado origen a una tipología canina aún existente: la molosoide.